# Herbárium

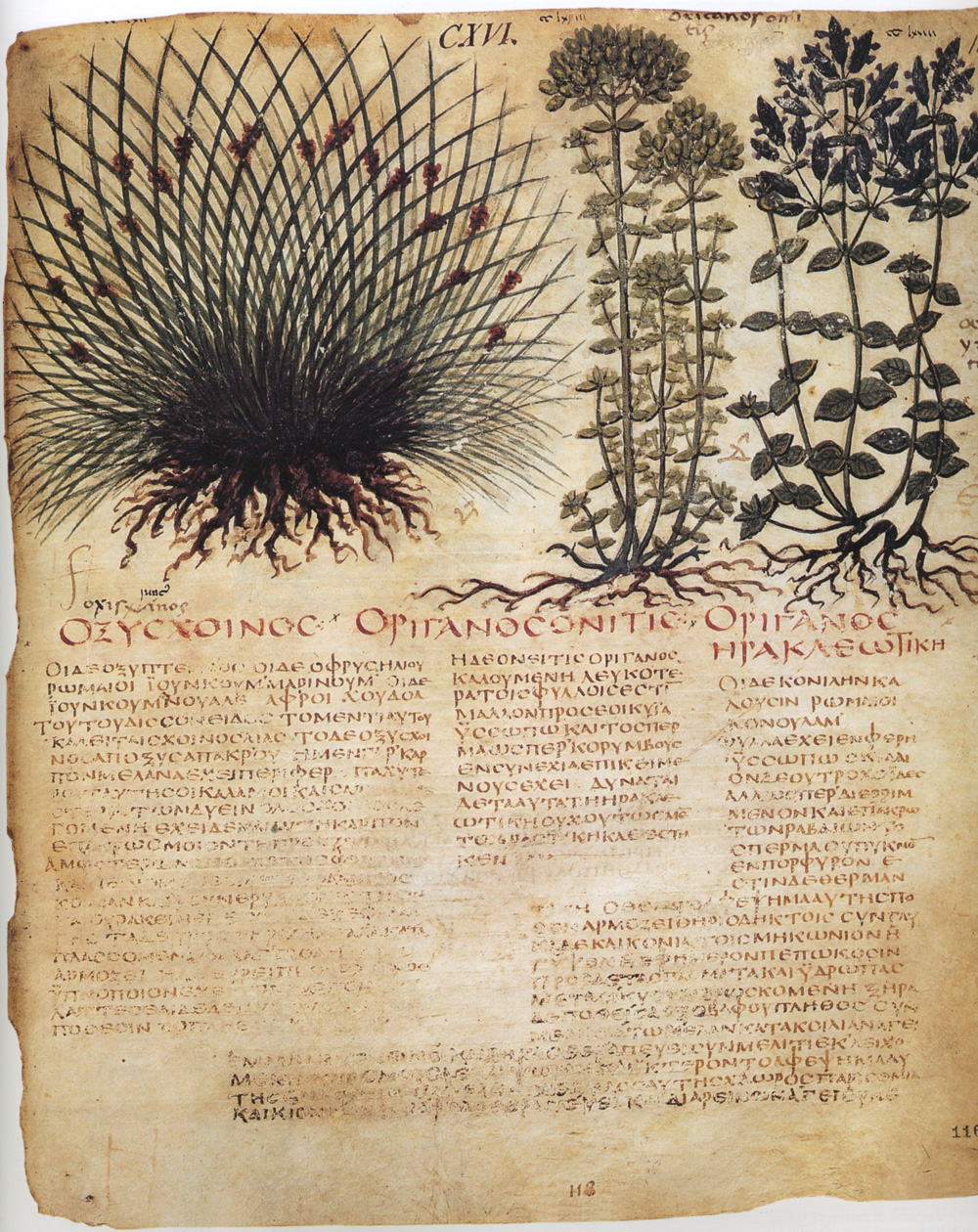
Oldal Pedaniosz Dioszkoridész De materia medica című művéből, 7. századi példány a Nápolyi Nemzeti Könyvtárból

A herbárium szó két különböző, bár történetileg és fogalmilag egymáshoz kapcsolódó definíciót fog össze: egyrészt a növényvilágot többé-kevésbé gazdagon leíró kompendiumot (herbárium vagy hortus siccus); másrészt egy épületet, amelyet egy vagy több szárított példány (exsiccata) gyűjtemény elhelyezésére terveztek.

## Horti sicci

### Története
Az az ismeret, amelyet az ember fokozatosan megszerzett a növényvilággal együttélve, arra késztette, hogy kezdetben a növényekhez közelítsen, hogy ehetőség vagy toxicitás szerinti kezdetleges osztályozásba sorolja őket, majd makroszkopikusan megfigyelje életciklusukat, végül a háziasításig, az előnyök, gyógyászati tulajdonságok ismeretéhez – farmakológiai, részletek a biológiai ciklusokról. A növények e növekvő mindennapi életére már a civilizáció legarchaikusabb szakaszaiban is példa a Krisztus előtti harmadik évezred egyiptomi sírjainak pálmafélék, füge, virágos növények ábrázolásai. Ennek az empirikus tudásnak az első ismert összegzése a görög-római időszakban történt.

### Görög-római herbáriák
A filozófia születése alapvető szerepet játszott ezen első gyűjtemények megfogalmazásában, valószínűleg már a Kr. e. 6-5. században. Azok a kérdések, amelyeket az ember egyre határozottabban feltett magának a világegyetem rendjével és eredetével kapcsolatban, a morfológiától az élelmiszer- és gyógyászati tulajdonságokig a növényvilág kutatására és megfigyelésére késztették. Az ismeretek így pusztán botanikai jellegű vegyes elemeket halmoztak fel más gyógyszerekkel, ami a két aspektus nem különálló látásmódját tükrözi abból, ami már az egyik első, Theophrasztosznak tulajdonított gyűjteményből levezethető (Kr. e. 371 – Kr. e. 286), aki a Historia Plantarum és a De Causis Plantarum című két művében mintegy ötszáz növényt írt le.

### A középkortól napjainkig
A középkorban a herbárium a könyvek egy sajátos kategóriája volt, amelyek rövid, gyakran orvosi jellegű leírásokat gyűjtöttek, és a növények hasznosságát írták le. A szárított és gondosan préselt, tudományosan azonosított és osztályozott, botanikai vizsgálatokhoz használt növények vagy növényrészek gyűjteményét is herbáriumnak nevezik.
Jelenleg a herbárium kifejezés egyszerre jelöli a szárított növények gyűjteményét (exiccata), valamint a fajok teljes és szisztematikus gyűjtésére szolgáló múzeumi struktúrát, amelyeket megfelelően szárítanak és rendeznek, hogy megőrizhetők és megtekinthetők legyenek. A világ minden tájáról származó intézményeket regisztráltak az Index Herbariorumban: a több mint 3000 helyen 273 millió példány található, ebből körülbelül 120 Olaszországban, ahol 9 millió példányt őriznek.
További gyűjtemények, amelyek hasonlóak, de eltérő témájúak, a lapidáriumok (amelyekben a kőzetek és ásványok tulajdonságait gyűjtik) és a bestiáriumok (amelyekben állatokat vagy vadállatokat írnak le).

## Herbária
Az ókorban a herbárium egy könyv volt, gyakran tele színes illusztrációkkal, amelyek a gyógyászatban használt növények (figuratív herbária) megjelenését, gyógyászati tulajdonságait és egyéb jellemzőit (vetés, betakarítás…) ismertették. Az első ismert herbárium az anazarbai Pedaniosz Dioszkoridészé, egy kilikiai orvosé, aki az i. sz. első században Rómába érkezett, és megírta fő művét: a De materia medicát.
Ez a kódex, az összes későbbi herbárium prototípusa, valójában a középkor egyik legtöbbet másolt könyve volt: nagyon sok példánya maradt fenn. A legrégebbi 515-re nyúlik vissza: a Bécsi Dioszkoridész a legrégebbi herbárium, amely hozzánk került, és rendkívül valósághű illusztrációk kísérik.
A De materia medica 10. századi példányaiban már jóval elnagyoltabbak az illusztrációk. Ehelyett a középkori szokásoknak megfelelően elkezdték adaptálni a tartalmat. Új helyi példányok kerültek be (főleg Észak-Európába és Angliába), valamint bizonyos mitológiákhoz kötődő fajok (mint például a mandragóra).
Különösen értékes néhány középkori gyógynövény, amelyeket Flandriában állítottak elő, ahol már a reneszánsz flamand és holland művészetét jellemző részletekre való odafigyelés és realizmus jellemez.

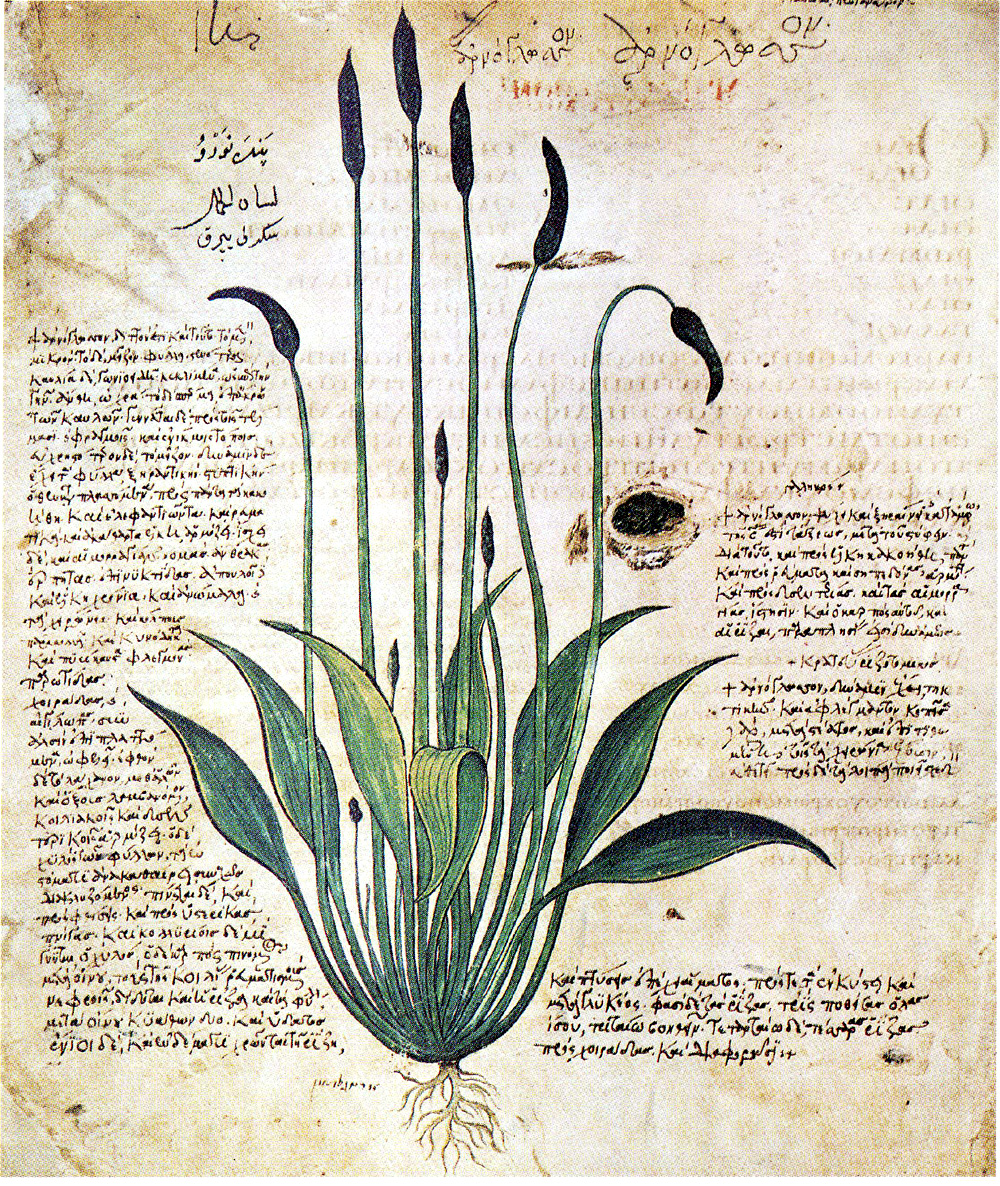
Kora középkori Dioszkoridész
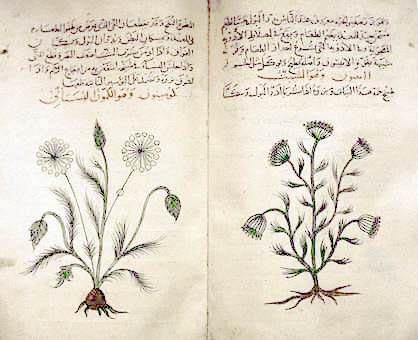
Dioszkoridész arabul
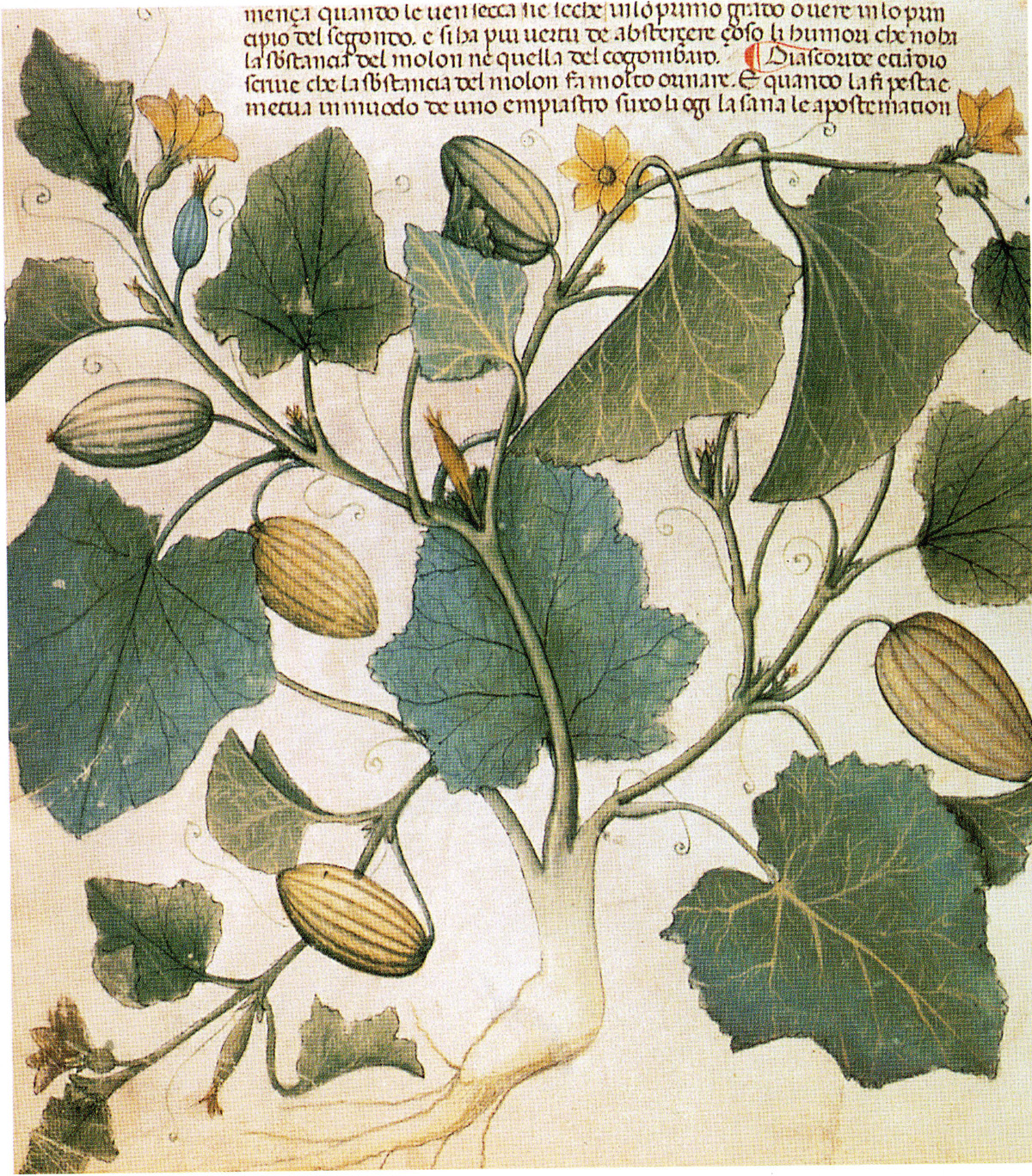
Egertun-herbárium
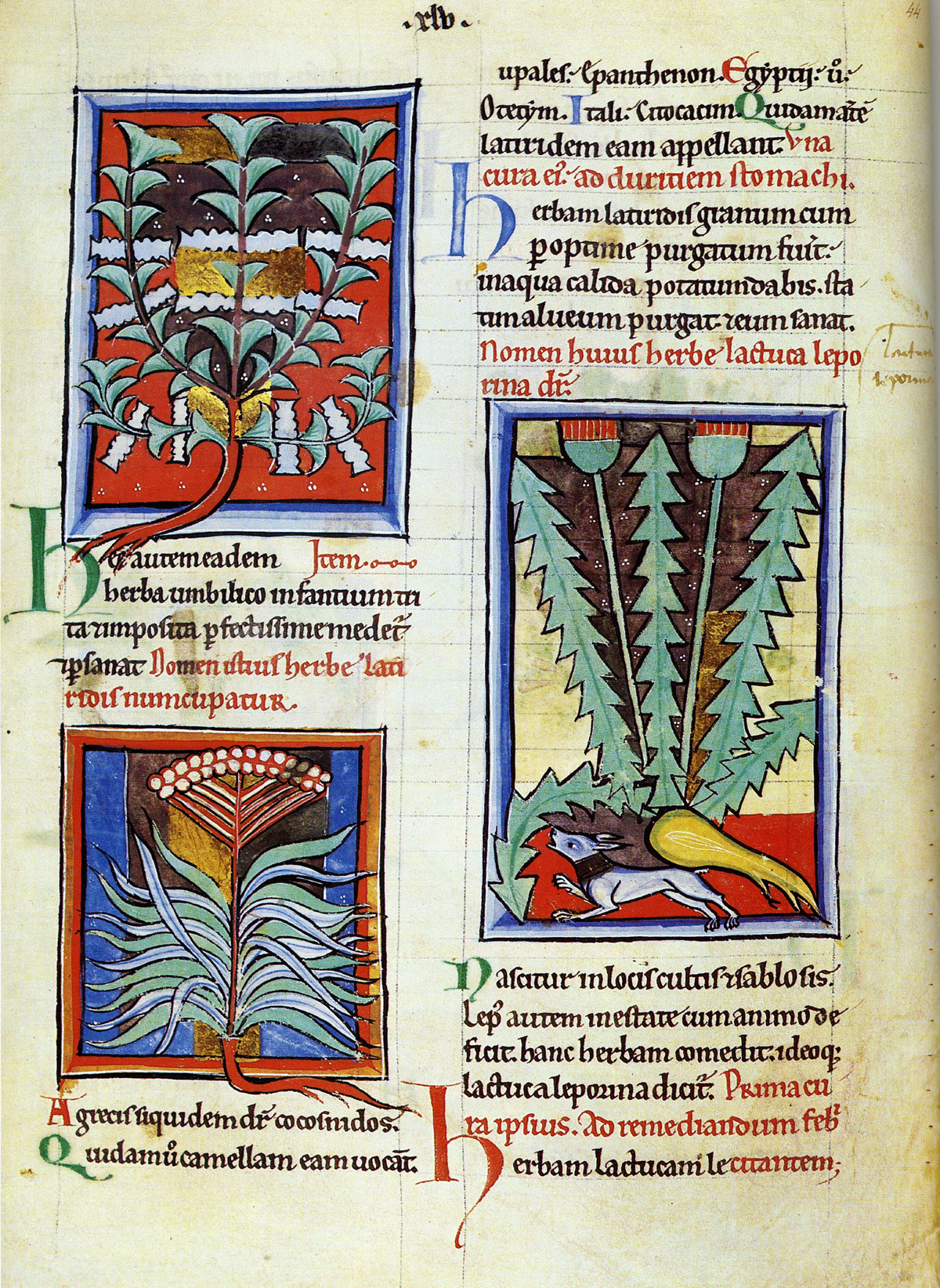
13. századi angol herbárium (nagyon stilizált)
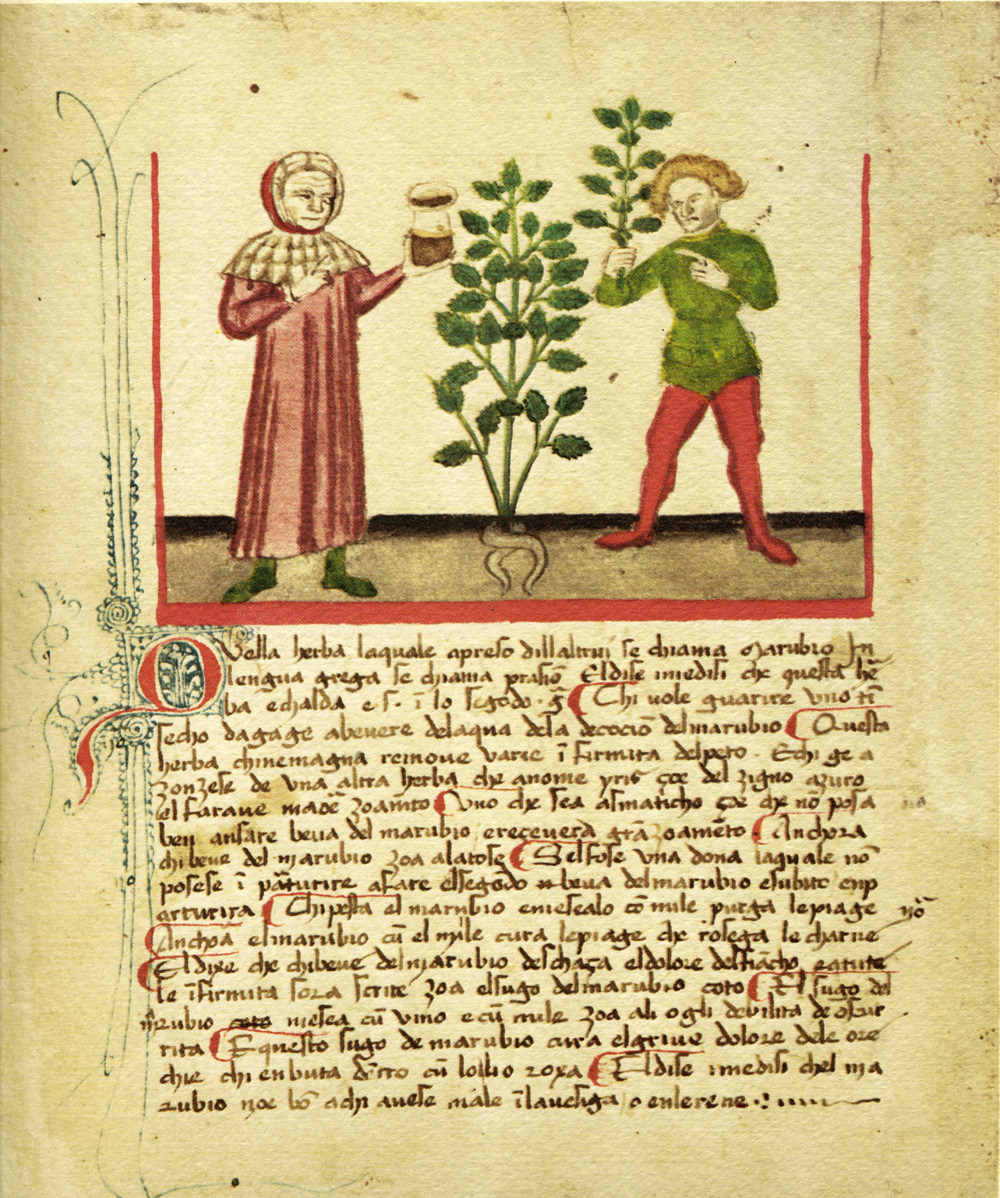
Bergamói Herbárium 1441-ből (figyeljük meg a doktor alakját, jellemző üvegedénnyel a kezében)
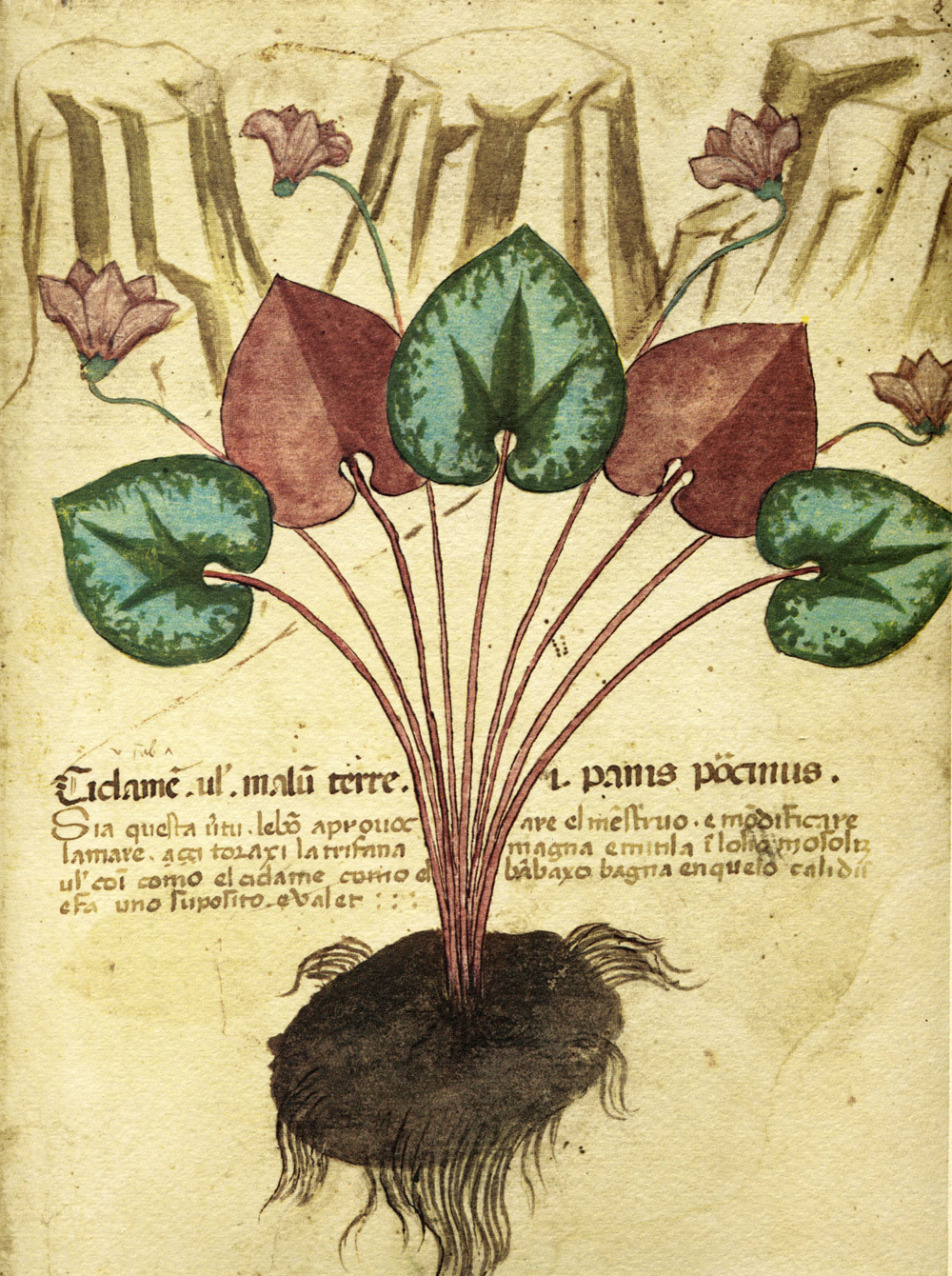
Bergamo herbárium 1441-ből (ciklámen)
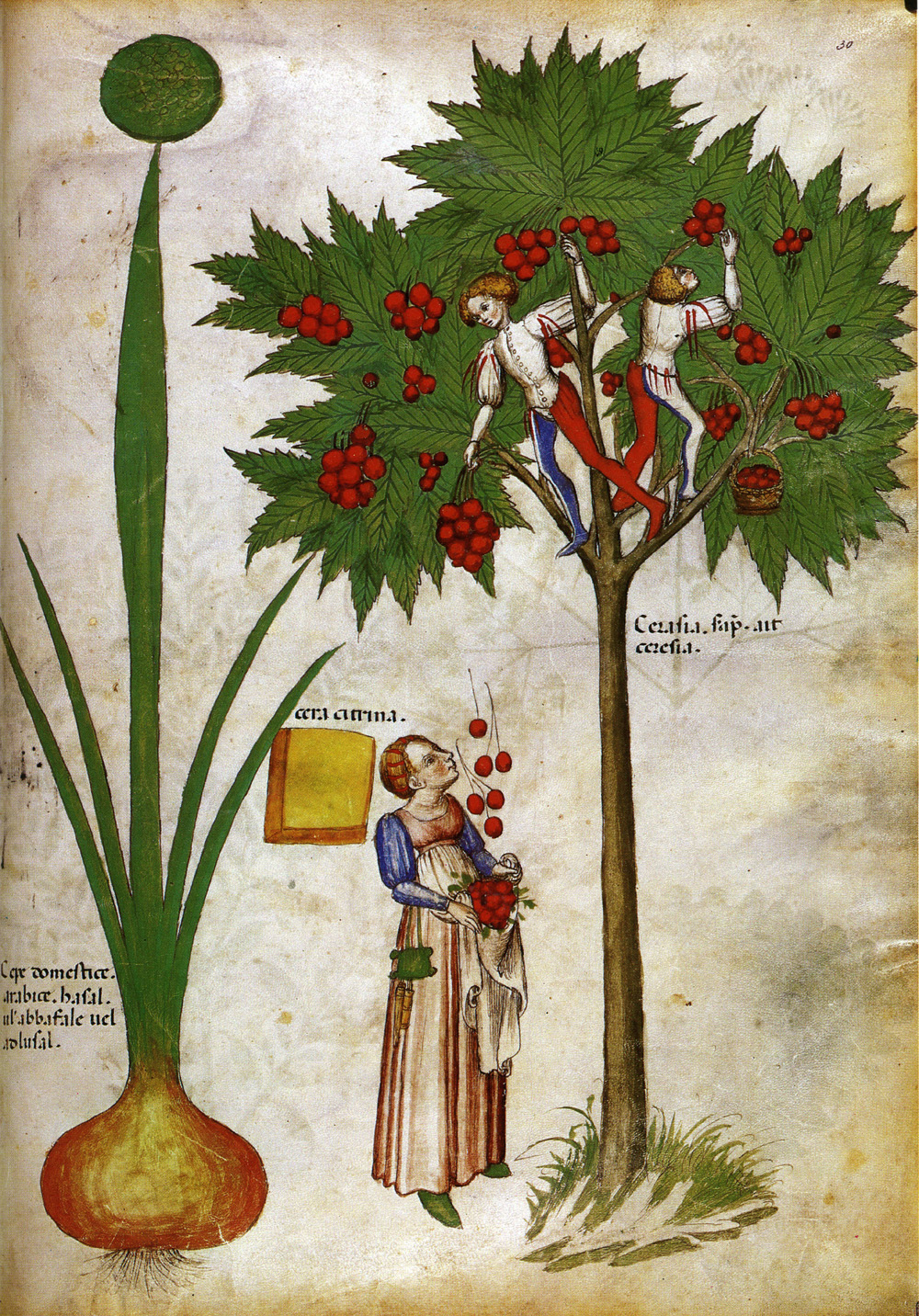
Gyógynövénygyűjtemény, Észak-Olaszország (15. század második fele)
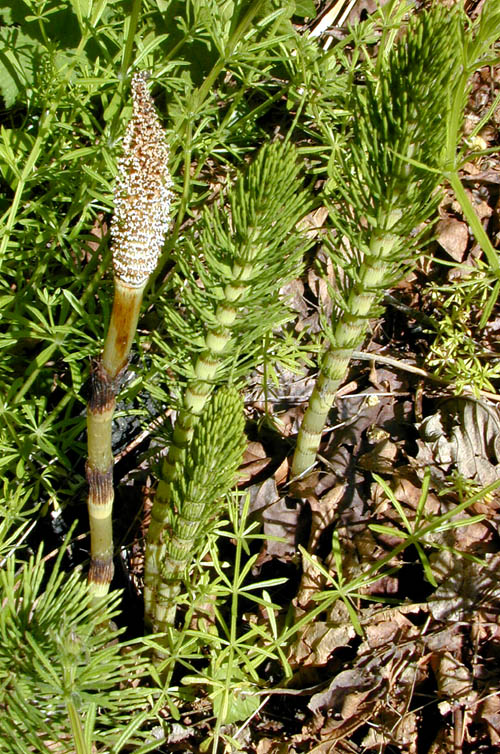
Equisetum Mascimum Flora agris Urbinatis, 1939

A 15. század vége felé úgy tűnik, hogy a növényrészletek vagy egész szárított növények (hortus siccus) használata váltja fel az ábrázolásokat.

## Herbáriumok mint példánygyűjtemények
A herbárium építésének különböző szakaszai a következők:
- Mintagyűjtemény, amelynek rendelkeznie kell a meghatározáshoz szükséges összes részével.
- A minták szárításának folyamata két itatópapír között. A folyamat akkor fejeződik be, ha a növények merevek és tökéletesen megszáradtak.
- A szárítószer-minták címkézése. A címke különféle információkat tartalmaz, többek között:
  - a faj tudományos megnevezése
  - a szisztematikus álláspont
  - a gyűjtés dátuma
  - a gyűjtés helye, tengerszint feletti magassággal és esetleg földrajzi koordinátákkal
  - az élőhely
  - a gyűjtő
  - a meghatározó
  - a méretre, a levelek színére, a virágok alakjára és méretére vonatkozó információk, valamint egyéb részletek.
- A növények időszakos védelme rovarokkal és parazitákkal szemben rovarirtó szerekkel vagy riasztószerekkel történő fertőtlenítéssel.

A mintákat, amelyeket a címkézés után merev fehér papírlapokra rögzítenek, védőtokba helyezik. Egyes növénycsoportok puhák, terjedelmesek, vagy más módon nem száradnak ki, és nem alkalmasak lapra rajzolásra. Ezeknél a növényeknél más előkészítési és tárolási módszerek is alkalmazhatók.

## Fordítás
Ez a szócikk részben vagy egészben  az   Erbario című olasz Wikipédia-szócikk ezen változatának fordításán alapul.  Az eredeti cikk szerkesztőit annak laptörténete sorolja fel. Ez a jelzés csupán a megfogalmazás eredetét és a szerzői jogokat jelzi, nem szolgál a cikkben szereplő információk forrásmegjelöléseként.

## Bibliográfia
- Paolo Galloni, A szent műalkotás, Laterza, Bari, 1998